# Back at the Funny Farm
Back at the Funny Farm es un álbum pirata (bootleg) lanzado en 2003, de un concierto del grupo de rock progresivo Jethro Tull que tuvo lugar en San Sebastián, el 30 de octubre de 2000.
Del mismo se realizó una edición limitada de 500 copias.

## Lista de temas
| #   | Título                                                                      | Autor                                  | Grabación                    | Tiempo | Álbum de procedencia                                                             |
| --- | --------------------------------------------------------------------------- | -------------------------------------- | ---------------------------- | ------ | -------------------------------------------------------------------------------- |
| 1.  | "For a Thousand Mothers"                                                    | (Ian Anderson)                         | 30/10/2000, en San Sebastián |        | Stand Up                                                                         |
| 2.  | "Nothing Is Easy"                                                           | (Ian Anderson)                         | 30/10/2000, en San Sebastián |        | Stand Up                                                                         |
| 3.  | "Thick as a Brick"                                                          | (Ian Anderson / Gerald Bostock)        | 30/10/2000, en San Sebastián |        | Thick as a Brick                                                                 |
| 4.  | "Bourée"                                                                    | (Johann Sebastian Bach / Ian Anderson) | 30/10/2000, en San Sebastián |        | Stand Up                                                                         |
| 5.  | Medley: "Songs from the Wood" / "Too Old to Rock 'n' Roll" / "Heavy Horses" | (Ian Anderson)                         | 30/10/2000, en San Sebastián |        | Songs from the Wood / Too Old to Rock 'n' Roll: Too Young to Die! / Heavy Horses |
| 6.  | "A New Day Yesterday"                                                       | (Ian Anderson)                         | 30/10/2000, en San Sebastián |        | Stand Up                                                                         |
| 7.  | "My God"                                                                    | (Ian Anderson)                         | 30/10/2000, en San Sebastián |        | Aqualung                                                                         |
| 8.  | "A Passion Jig"                                                             | (Ian Anderson)                         | 30/10/2000, en San Sebastián |        | The 25th Anniversary Boxed Set (Disco Cuatro: "Pot Pourri")                      |
| 9.  | "Locomotive Breath"                                                         | (Ian Anderson)                         | 30/10/2000, en San Sebastián |        | Aqualung                                                                         |
| 10. | "Aqualung"                                                                  | (Ian Anderson)                         | 30/10/2000, en San Sebastián |        | Aqualung                                                                         |
| 11. | "Living in the Past"                                                        | (Ian Anderson)                         | 30/10/2000, en San Sebastián |        | Living in the Past                                                               |
| 12. | "Outro" & "Dogs in the Midwinter"                                           | (Ian Anderson)                         | 30/10/2000, en San Sebastián |        | Crest of a Knave                                                                 |
| 13. | "Cheerio"                                                                   | (Ian Anderson)                         | 30/10/2000, en San Sebastián |        | The Broadsword and the Beast                                                     |